# 6058 Carlnielsen
6058 Carlnielsen este o planetă minoră (asteroid), cu un diametru de 5,266 km, din centura de asteroizi. A fost descoperită pe 7 noiembrie 1978 la Observatorul Palomar de Eleanor F. Helin și a fost numită după Carl Nielsen. 
Obiectul prezintă o orbită caracterizată de o semiaxă mare de 2,2297054 UAi, o excentricitate de 0,17, o înclinație de 4,59705 ° în raport cu ecliptica.